# Andrea de Habsbourg
Andrea de Habsbourg (Andrea Maria von Habsburg-Lothringen) archiduchesse d'Autriche, comtesse héréditaire de Neipperg, née le 30 mai 1953 à Würzburg, en Bavière, est le premier enfant de l'archiduc Otto de Habsbourg-Lorraine et de sa femme Regina de Saxe-Meiningen.

## Jeunesse
Andrea de Habsbourg est née à Würzburg, en Bavière, le premier enfant d'Otto de Habsbourg-Lorraine, prince impérial d'Autriche, et de son épouse, la princesse Regina de Saxe-Meiningen. Elle a été élevée au domicile de ses parents en exil, à la Villa Austria, à Pöcking, en Bavière.
Bien que petite-fille du dernier empereur autrichien, Charles Ier, elle n'utilise pas ses titres ancestraux en tant que membre de la maison de Habsbourg, l'utilisation de ces titres étant illégale en Hongrie et en Autriche.

## Mariage et descendance
Elle épousa Karl Eugen, comte héréditaire de Neipperg (né le 20 octobre 1951 à Schwaigern ), fils de Josef, comte de Neipperg (né le 22 juillet 1918-2020) et la comtesse Maria von Ledebur-Wicheln (1920-1984), le 9 juillet 1977 à Pöcking, Bavière. (Le comté de Neipperg, centré sur Schwaigern, était devenu un État impérial du Saint-Empire romain germanique en 1766, médiatisé au Royaume de Wurtemberg en 1806). Voici leur descendance :  
- Comte Philipp de Neipperg (né le 6 septembre 1978 à Heilbronn ), marié le 26 avril 2008 à Salzbourg, à Paula Wolff (née le 19 juillet 1981 à Salzbourg), fille de Lukas Wolff et de la comtesse Ladislaja von Meran[5]. Ils ont quatre enfants : 
  - Comtesse Johanna de Neipperg (née le 13 mai 2009 à Munich )
  - Comte Stephan Benedikt de Neipperg (né le 5 octobre 2010)
  - Comte Emanuel de Neipperg (né en 2014) [6]
  - Comtesse Alexandra de Neipperg (née en 2015)
- Comte Benedikt de Neipperg (né le 11 avril 1980 à Heilbronn)
- Comte Dominik de Neipperg (né le 27 juillet 1981 à Warendorf ), marié le 4 août 2012 à Wallhausen, à la princesse Marie-Anna de Salm-Salm (née le 22 février 1986 à Kitzingen ), fille du prince Michael de Salm-Salm et de la comtesse Philippa Emma zu Castell-Castell. Ils ont deux filles : 
  - Comtesse Florentina de Neipperg (née le 4 mars 2015 à Munich)
  - Comtesse Xenia de Neipperg (née en 2016 à Munich)
- Comtesse Maria Hemma de Neipperg (née le 11 octobre 1983 à Oelde ), mariée le 30 mai 2012 à Schwaigern, à Roman Keno Specht (né le 4 décembre 1980 à Oldenbourg), fils de Herbert Specht et Petra Zugermeier. Ils ont trois filles : 
  - Annunziata Specht (née en 2013)
  - Olympia Specht (née en 2016)
  - Beatrice Specht (née en 2017)
- Comtesse Katharina de Neipperg (née le 3 avril 1986 à Rheda-Wiedenbrück), mariée le 30 août 2012 à Schwaigern, au prince Wenzel de Lobkowicz (né le 4 décembre 1986 à Munich), fils du prince Johannes de Lobkowicz et de la comtesse Johanna Bathildes zu Castell-Castell. Ils ont deux enfants :  
  - Prince Valérian de Lobkowicz (né en 2014)
  - Prince Camillo de Lobkowicz (né en 2016)

## Honneurs
- Maison de Habsbourg : Dame de l'Ordre de la Croix étoilée[7],[8],[9],[10],[11]